# 시조새과
시조새과(학명: Archaeopterygidae, 始祖새科),는 수각류 공룡의 한 과로, 새와 근연 관계가 있다. Archaeopterygidae라는 라틴어 학명은 '선조'를 뜻하는 그리스어 그리스어:  ἀρχαῖος(archaīos)와 '깃털' 또는 '날개'를 뜻하는 그리스어 πτέρυξ(ptéryx)에서 왔다.